# Вальтер Флего
Вальтер Флего (хорв. Valter Flego; 15 серпня 1972, Копер) — хорватський політик, жупан Істрійської жупанії з травня 2013 р., колишній мер Бузета, який обіймав цю посаду три строки, член  ліберальної Демократичної асамблеї Істрії.

## Життєпис
Початкову і два класи середньої школи закінчив у Бузеті, наступні два класи — в Рієці. По закінченні дістав кваліфікацію «технік-механік». Вищу освіту здобув 1996 року на технічному факультеті Рієцького університету, який закінчив з відзнакою за спеціальністю «інженер машинобудування». Нагороджувався Ректорською премією Рієцького університету як найкращий студент технічного факультету та Премією міста Бузета за відмінні результати в навчальній та громадській діяльності. Здобувши диплом, працював на Істрійському водогоні, вступив у магістратуру на економічному факультеті Рієцького університету, де 2000 року став магістром економічних наук.
За результатами місцевих виборів 2001 року став мером Бузета. Після місцевих виборів 2005  міська рада одноголосно обрала його мером удруге. 2009 року на перших прямих виборах мера завоював довіру понад 84 % виборців, таким чином, досягши найкращого результату серед усіх міст Хорватії. На місцевих виборах 2013 у боротьбі за крісло жупана переміг свого колишнього однопартійця Даміра Каїна.
У 2013 році викликав суперечки заявами, що не допустить збір підписів за проведення референдуму про двомовність у Вуковарі, чим спричинив негативну реакцію організаторів і прихильників цього референдуму.
Того ж 2013 року УПКОЗ розпочав проти Флего розслідування, яке в 2014 році завершилося звинуваченням у тому, що з 11 березня 2010 до 30 травня 2013 року він незаконно збільшував собі і своїм співробітникам зарплату.
Одружений, виховує двох синів. 